# آمبوهیتریمانجاکا
آمبوهیتریمانجاکا (به لاتین: Ambohitrimanjaka) یک منطقهٔ مسکونی در ماداگاسکار است که در آمبوهیدراتریمو واقع شده‌است. آمبوهیتریمانجاکا ۲۱٬۷۶۵ کیلومتر مربع مساحت و ۴۱٬۶۰۴ نفر جمعیت دارد و ۱٬۲۴۹ متر بالاتر از سطح دریا واقع شده‌است.